# Gnolus blinkeni
Gnolus blinkeni là một loài nhện trong họ Mimetidae.
Loài này thuộc chi Gnolus. Gnolus blinkeni được miêu tả năm 1993 bởi Norman I. Platnick & Shadab.